# 吳應鴻
吳應鴻（?—?），贵州大方人，清朝政治人物、同進士出身。
乾隆四十六年（1781年）辛丑科進士，三甲九十七名，后事不詳。